# لب رودخانه
لب رودخانه (به انگلیسی: River's Edge) یک فیلم مستقل آمریکایی جنایی محصول سال ۱۹۸۶ میلادی به کارگردانی تیم هانتر با بازی کریسپین گلاور، کیانو ریوز، آیونی اسکای، دانیال روبوک و دنیس هاپر است. داستان فیلم به دنبال گروهی از نوجوانان در یک شهر کالیفرنیای شمالی است که مجبور می‌شوند با قتل دوستشان و دفع متعاقب بدن وی مقابله کنند. فیلمنامه‌نویس جیمنز تا حدودی فیلمنامه را بر اساس قتل در سال ۱۹۸۱ مارسی رنه کنراد در میلپیتاس ساخته‌است. 

## موسیقی متن
موسیقی متن این فیلم که در سال ۱۹۸۷ منتشر شد، آهنگ‌های مختلفی از ترش متال، رگی و پانک را به نمایش می‌گذارد.

## رسانه‌های خانگی
این فیلم در تاریخ ۲۳ ژانویه ۲۰۰۱ توسط MGM Home Entertainment تحت سریال «سینمای آوانگارد» در دی وی دی منتشر شد. Blu-ray توسط Kino Lorber در ۱۳ ژانویه ۲۰۱۵ منتشر شد.